# هاردویک، کمبریج‌شر
هاردویک (به انگلیسی: Hardwick) یک محله مدنی و روستا در بریتانیا است که در کمبریج‌شر جنوبی واقع شده‌است. هاردویک ۲٬۶۷۰ نفر جمعیت دارد.